# Ceriochernes nepalensis
Ceriochernes nepalensis es una especie de arácnido  del orden Pseudoscorpionida de la familia Chernetidae.

## Distribución geográfica
Se encuentra en la India y Nepal.